# Lakorn

Drama tailandês (ละคร โทรทัศน์; 
RTGS: lakhon thorathat, lit. "drama televisivo" ), também comumente chamado de Lakorn (ou ละคร; RTGS: lakhon, AFI: [la.kʰɔːn]) ou Thai Drama, é a designação dada aos dramas televisivos produzidos na Tailândia.

## Formato
Os dramas tailandeses possuem características muito distintas, embora utilizem-se de fórmulas e narrativas provenientes de padrões pré-estabelecidos. Eles são exibidos geralmente em horário nobre nos canais de televisão, a partir das 20h30. Entretanto, há dramas com tempo de duração reduzido, que são exibidos entre 17:00 às 18:00 horas e ainda há casos em que os dramas mais populares, exibidos em horário nobre, voltam a programação das emissoras através de reprises, geralmente exibidos no período da tarde, após anos de sua transmissão original.
Semelhantemente a outras produções asiáticas, a exibição dos dramas na televisão tailandesa ocorre de forma semanal, com duração de cerca de três meses para cada título, com dois ou três episódios sendo disponibilizados por semana em noites consecutivas: segundas e terças-feiras, quartas e quintas-feiras ou sextas-feiras, sábados e domingos. Cada episódio possui uma duração que varia de acordo com cada emissora, podendo variar de sessenta a 120 minutos.

## Transmissão internacional
Os dramas televisivos tailandeses são populares no exterior em países como Camboja e Laos. Diversos canais de televisão cambojanos exibiam as novelas tailandesas em vez de suas novelas locais, como Dao Pra Sook de 1994, que adquiriu intensa popularidade. Apesar disso, as obras foram proibidas no início de 2003  e mesmo que sua venda seja permitida, as emissoras de televisão locais não as transmitem. Em Singapura, tornaram-se populares através de Nang Tard (2008) e são transmitidos uma ou duas semanas após sua exibição na Tailândia.
Na Malásia, sua presença na televisão local viu um declínio, entretanto, eles são vendidos em formato de DVD, de dois a três meses depois de serem transmitidos pela televisão tailandesa. Já a emissora VTV1 do Vietnã, transmite os dramas tailandeses um dia após sua exibição na Tailândia, podendo ou não conter legendas. Outras localidades onde as obras encontram-se disponíveis são no Nepal, Sri Lanka, China onde recebem dublagem e Filipinas após uma ausência de vinte anos.